# Tracey Hannah
Tracey Nicole Hannah (Bentley Park, 13 giugno 1988) è una mountain biker australiana, specialista del downhill. Tra le Juniores è stata campionessa del mondo 2006, mentre tra le Elite è stata medaglia di bronzo mondiale in cinque edizioni iridate (2007, 2013, 2015, 2016, 2017), vincendo inoltre la Coppa del mondo nel 2019.
È sorella di Mick Hannah, anch'egli specialista del downhill.

## Carriera
Nel 2006 terminò seconda nella classifica finale della NORBA National Series, la serie nordamericana. Nel 2007 si concentrò sulla Coppa del mondo UCI, vincendo la quarta tappa, a Schladming. Si ripeté vincendo tappe di Coppa del mondo nel 2012 a Pietermaritzburg e nel 2017 a Fort William. Nel 2019 fa sua per la prima volta la classifica generale di Coppa del mondo, anche grazie ai due successi nelle tappe di Leogang e Les Gets.

## Palmarès
- 2004

Campionati australiani, Downhill
- 2005

Campionati australiani, Downhill
- 2006

Campionati australiani, Downhill
2ª prova NORBA National Series (Deer Valley)
- 2007

Vallnord
4ª prova Coppa del mondo, Downhill (Schladming)
- 2008

Campionati australiani, Downhill
- 2012

Campionati australiani, Downhill
1ª prova Coppa del mondo, Downhill (Pietermaritzburg)
- 2013

Campionati australiani, Downhill
- 2014

Campionati australiani, Downhill
- 2015

Campionati australiani, Downhill
- 2016

Campionati australiani, Downhill
3ª prova Crankworx, Downhill (Whistler)
- 2017

1ª prova Crankworx, Downhill (Rotorua)
2ª prova Coppa del mondo, Downhill (Fort William)
3ª prova Crankworx, Downhill (Innsbruck)
4ª prova Crankworx, Downhill (Whistler)
- 2018

prova Crankworx, Downhill (Innsbruck)
prova Crankworx, Downhill (Whistler)
- 2019

prova Crankworx, Downhill (Rotorua)
Campionati australiani, Downhill
iXS European Downhill Cup, Downhill (Maribor)
3ª prova Coppa del mondo, Downhill (Leogang)
prova Crankworx, Downhill (Innsbruck)
5ª prova Coppa del mondo, Downhill (Les Gets)
prova Crankworx, Downhill (Whistler)
Classifica generale Coppa del mondo, Downhill
- 2020

prova Crankworx, Downhill (Rotorua)
- 2022

prova Crankworx, Downhill (Whistler)
prova Crankworx, Downhill (Cairns)

## Piazzamenti

### Competizioni mondiali
- Campionati del mondo[1]

Rotorua 2006 - Downhill Juniors: vincitrice
Fort William 2007 - Downhill Elite: 3ª
Pietermaritzburg 2013 - Downhill Elite: 3ª
Lillehammer-Hafjell 2014 - Downhill Elite: 4ª
Vallnord 2015 - Downhill Elite: 3ª
Val di Sole 2016 - Downhill Elite: 3ª
Cairns 2017 - Downhill Elite: 3ª
Lenzerheide 2018 - Downhill Elite: 5ª
Mont-Sainte-Anne 2019 - Downhill Elite: 4ª
Leogang 2020 - Downhill Elite: 4ª
- Coppa del mondo

2007 - Downhill: 3ª
2012 - Downhill: 4ª
2014 - Downhill: 4ª
2015 - Downhill: 4ª
2016 - Downhill: 3ª
2017 - Downhill: 3ª
2018 - Downhill: 3ª
2019 - Downhill: vincitrice
2020 - Downhill: 4ª

## Riconoscimenti
- Australian Junior Female MTB of the Year (2004, 2005, 2006)
- Australian Female MTB of the Year (2007)